# Go-Jo
Марті Замботто (англ. Marty Zambotto, нар. 25 листопада 1995), відомий під сценічним ім'ям Go-Jo, — французько-австралійський співак, автор пісень і музичний продюсер. Представник Австралії на Пісенному конкурсі Євробачення 2025 з піснею «Milkshake Man».

## Біографія та кар'єра
Замботто виріс поблизу Манджімапа, Західна Австралія на віддаленому маєтку без електрики, водопроводу та телефонного зв'язку, що, за словами самого співака, допомогло йому сформувати власний музичний стиль і творчу ідентичність. Його батько є французом, і Замботто має подвійне громадянство — Австралії та Франції. Його мати була фронтвумен рок-гурту й подарувала сину першу гітару, коли тому було 13 років. Так, Марті спочатку писав і продюсував пісні для інших виконавців. Окрім музики, Go-Jo також серйозно займався австралійським футболом і в підлітковому віці грав на напівпрофесійному рівні за команду East Perth Royals у Західноавстралійській футбольній лізі, перш ніж залишити спорт заради повноцінної музичної кар'єри. Після цього він переїхав до Сіднея, щоб зосередитися на сольній діяльності.
Go-Jo відомий своїми авторськими піснями та каверами, в яких центральне місце займає гітара. Його кавер на пісню «Iris» гурту Goo Goo Dolls зібрав понад 3 млн прослуховувань на Spotify. Відео, де він виконує власну пісню «Mrs. Hollywood» на пляжі Бонді, переглянули понад 6 млн разів. Композиція також зібрала понад 60 млн стримів і мільярд переглядів на всіх платформах на всіх відеоплатформах.
У 2023 році Go-Jo став дев'ятим за кількістю прослуховувань австралійським артистом у світі. Він гастролював Австралією, Європою, Сполученими Штатами та Південно-Східною Азією.

25 лютого 2025 року телеканал SBS оголосив, що Go-Jo представлятиме Австралію на Пісенному конкурсі Євробачення 2025 у Базелі, Швейцарія з піснею «Milkshake Man». Пісняприсвячена впевненості в собі, радості бути найкращою версією себе та прийняттю своїх особливостей. У Go-Jo було кілька композицій на вибір для Євробачення, але зрештою він обрав саме «Milkshake Man». Пісня написана самим співаком разом із учасниками австралійського попгурту Sheppard.

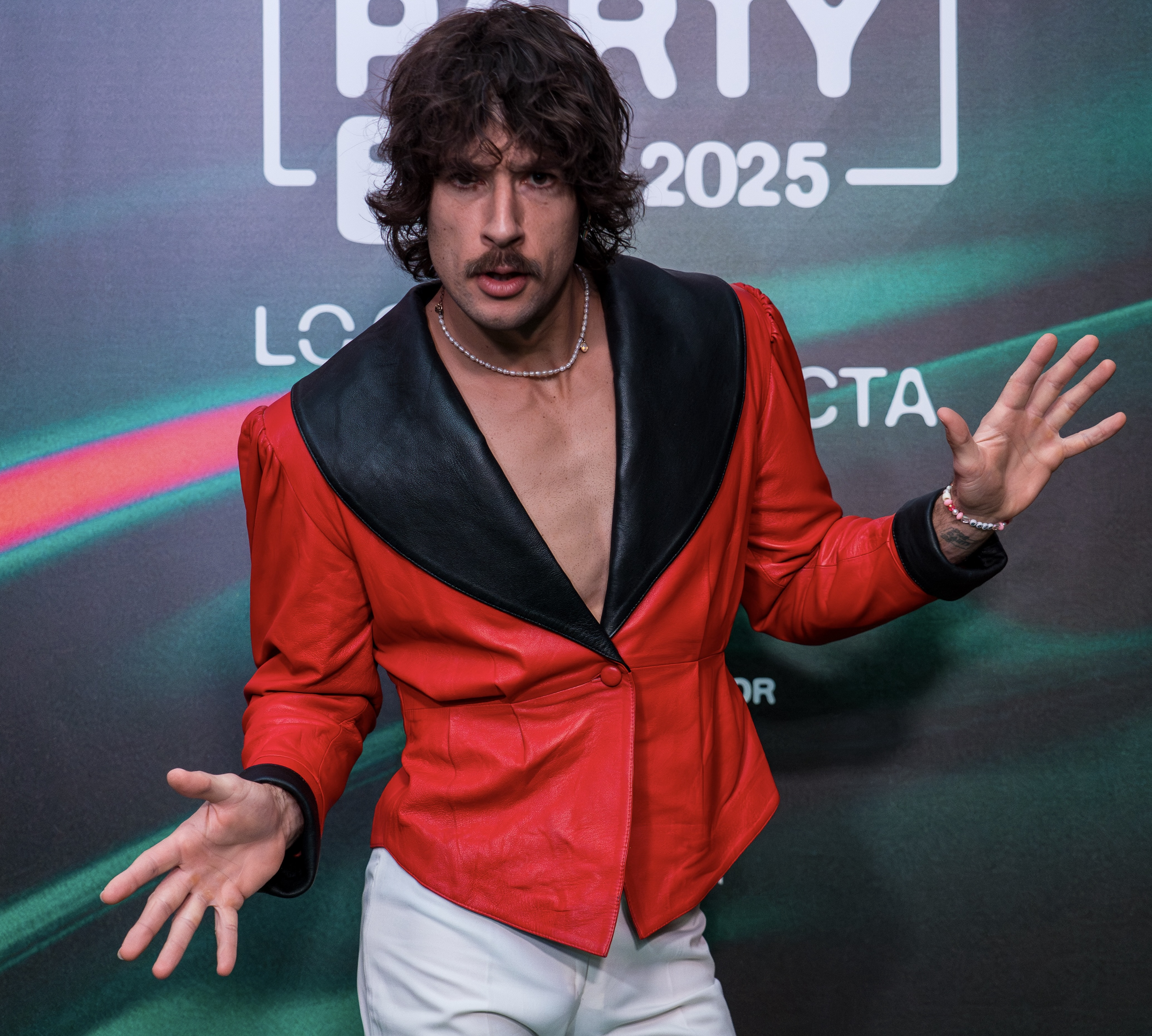
Go-Jo на промовечірці Євробачення 2025 в Мадриді, Іспанія

Перед безпосереднім виступом на Євробаченні Go-Jo взяв участь у промовечірках конкурсу в Амстердамі, Лондоні та Мадриді.
У серпні 2025 року відбудеться Go-Jo The Milkshake Man, музичний тур чотирма містами Австралії, а у вересні — тур Європою, The Milkshake Man Europe Tour, що охоплюватиме 13 концертів у 10 країнах.

## Музика і стиль
Улюбленою караоке-піснею Go-Jo є «Killing In The Name» гурту Rage Against the Machine, танцювальною — будь-що від One Direction. Він також полюбляє мотаун і попхіти 2000-х і 2010-х років.
Улюблений виконавець на Євробаченні — Вєрка Сердючка, що представляла Україну на Євробаченні 2007 з піснею «Dancing Lasha Tumbai». Go-Jo зазначає, що виступ Сердючки — це «найвеселіша й найкрутіша річ у світі».